# 1924 en France
Chronologie de la France
- 1920
- 1921
- 1922
- 1923
- 1924
- 1925
- 1926
- 1927
- 1928

Cette page concerne l'année 1924 du calendrier grégorien.

## Événements

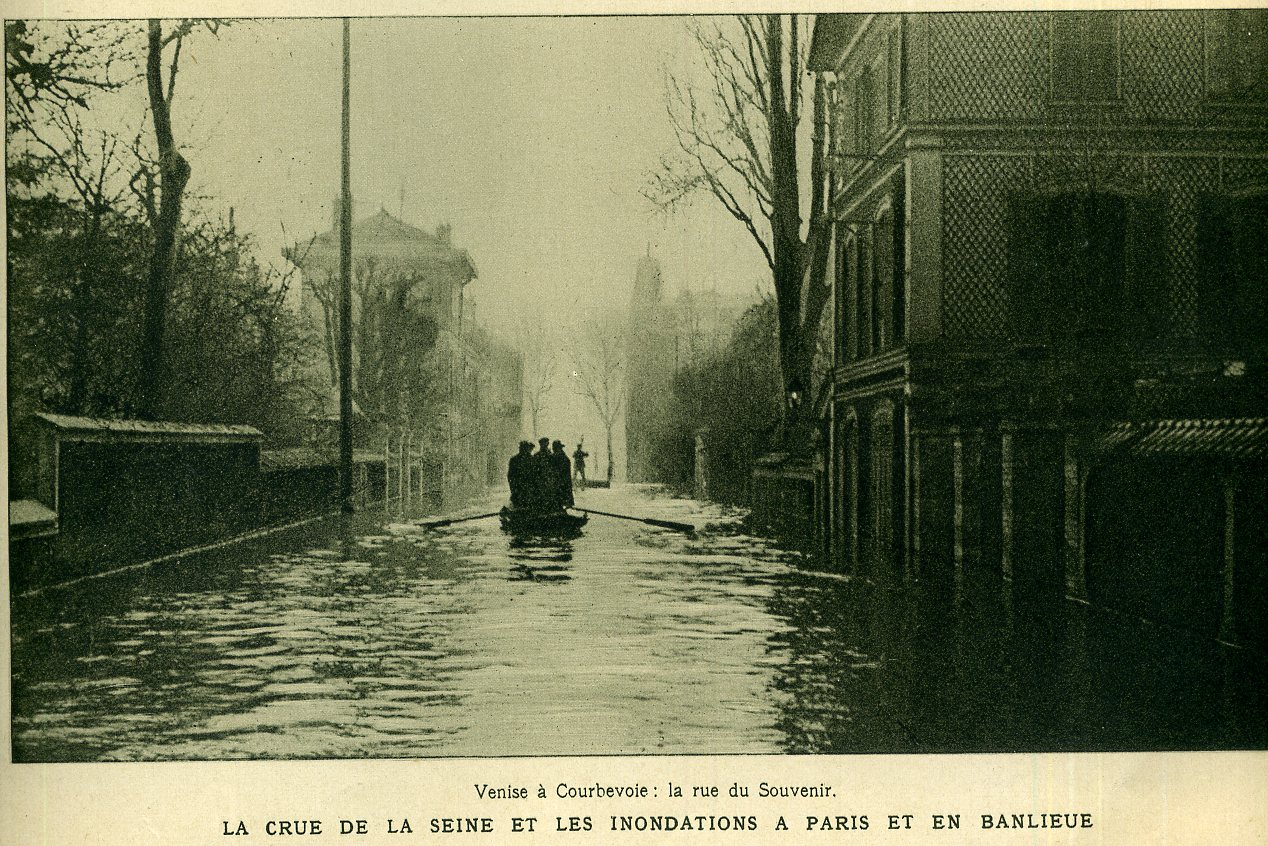
La Seine à Courbevoie, janvier 1924.

- 6 janvier : la crue de la Seine culmine à Paris à 7,32 mètre[1].
- 14 janvier - 9 avril : première réunion du comité Dawes pour les dettes allemandes. Réduction des dommages de guerre dus par l’Allemagne[2].
- 18 janvier : encyclique Maximam gravissimamque. Le pape accepte le compromis sur le statut juridique de l’Église de France et approuve l’établissement d’associations diocésaines pour gérer les biens de l’Église[3].
- 20-24 janvier : Le IIIe Congrès du Parti communiste français réunit à Lyon adopte la tactique du « bloc ouvrier et paysan » pour les élections[4].
- 25 janvier : alliance franco-tchécoslovaque[5].

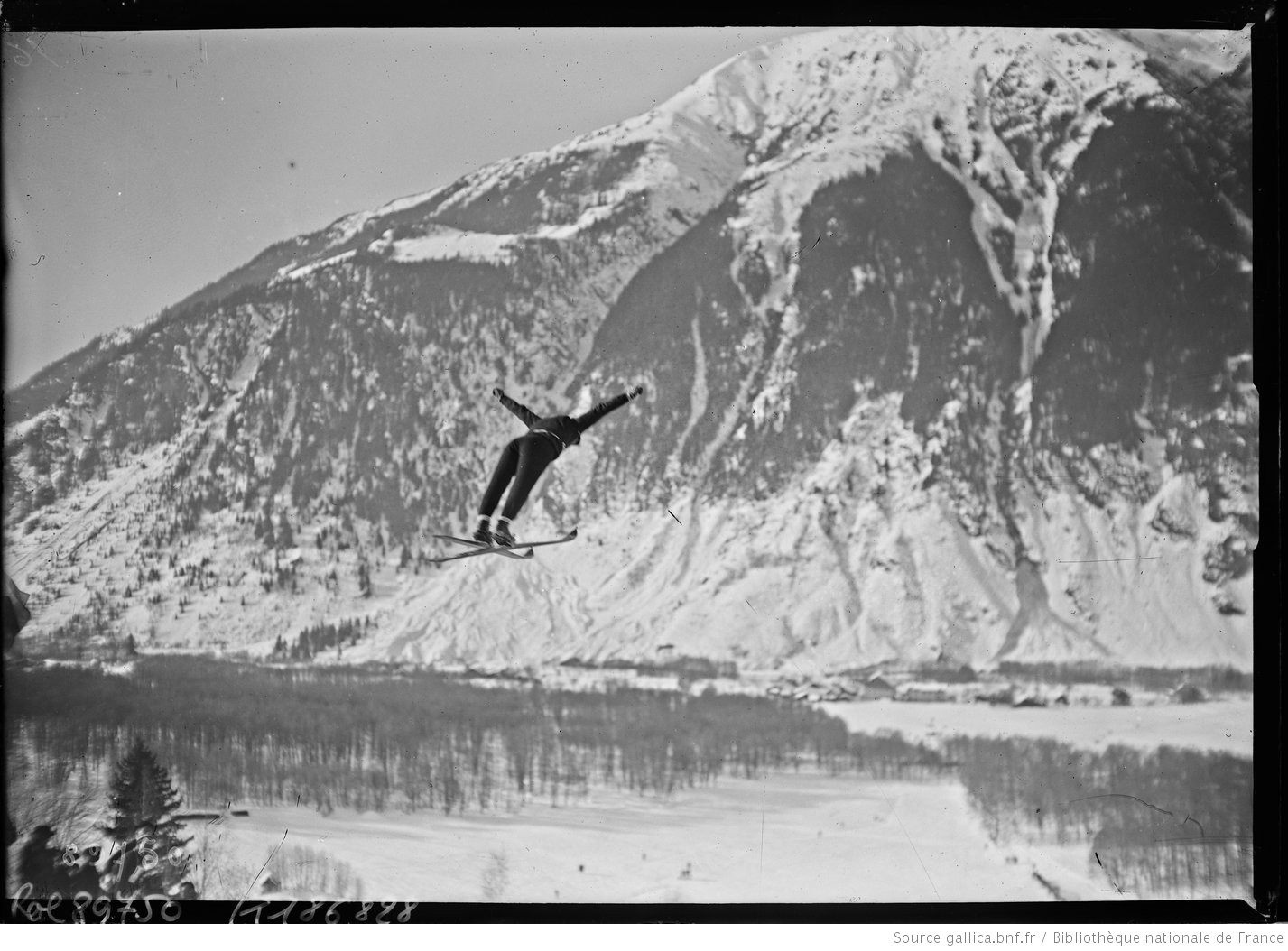
Narve Bonna en 1924 à Chamonix.

- 25 janvier - 5 février : premiers jeux olympiques d'hiver à Chamonix[6].
- 25 janvier - 1er mars : Renault lance une expédition automobile à travers le Sahara de Colomb-Béchar à Bourem, sur le Niger[7].
- 31 janvier - 2 février : le congrès socialiste de Marseille accepte le Cartel des gauches, alliance de la SFIO avec les radicaux[8].

- 8 février : Poincaré obtient les pleins pouvoirs pour juguler la crise financière. La crise monétaire est liée aux tensions franco-allemandes après l’occupation de la Ruhr (1923-1924). Poincaré la résout par un emprunt à la banque Morgan (13 mars) et pour consolider le franc, augmente les impôts de 20 % à la veille des élections[8].
- 23 février : vote à la Chambre des députés de la loi du « double décime » par 312 voix contre 205, instaurant une hausse de la fiscalité[9]. Chaque impôt cédulaire avec l'impôt général sur le revenu est augmenté de 20 % (le taux marginal passe à 72 %).

- 4 mars - 14 avril : grève des métallurgistes de Saint-Étienne organisée par la CGTU (Ben Kaddour Marouf) ; partie de la fonderie Leflaive, elle s'étend jusqu'à devenir générale le 17 mars pour ne s'achever que le 14 avril[10].

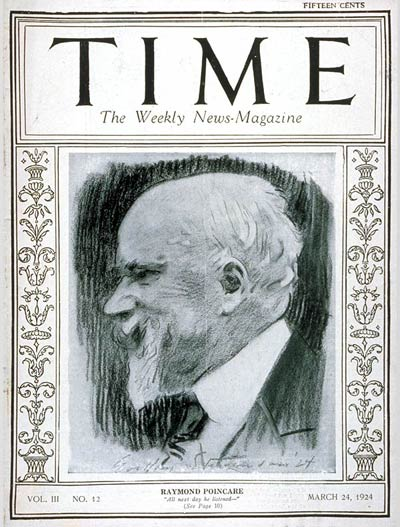
Raymond Poincaré en couverture du Time du 24 mars 1924.

- 13 mars :  la banque Morgan de New York accorde au gouvernement un prêt 100 millions de dollars pour trois mois renouvelables à 6,5 %[8].
- 22 mars : après plusieurs péripéties, et devant l'aggravation de la situation financière (chute de la valeur du franc), le Sénat se résout à voter la loi budgétaire du gouvernement[11].
  - majoration fiscale de 7 milliards de francs (double décime, hausse de 20 % de tous les impôts[12]).
  - un milliard d'économies sur les dépenses de l’État[13].
  - suppression du monopole du marché des allumettes[14].
  - création d'une caisse des pensions de guerre, alimentée par la nouvelle taxe sur le chiffre d'affaires qui passe à 3 %[15].
  - accroissement des mesures de lutte contre la fraude fiscale et de contrôle des revenus mobilier.
- 24 mars : la Ligue des Patriotes annonce la création des Jeunesses patriotes, organisation nationaliste dirigée par Pierre Taittinger[16].
- 26 mars : le gouvernement, mis en minorité par 271 voix contre 264 lors d'une discussion sur la loi sur les pensions, démissionne. Poincaré forme un nouveau gouvernement le 29 mars[17].
- 28 mars : création de la CFP, « Compagnie Française des Pétroles » (future « Total »)[18].
- 29 mars-1er juin : troisième gouvernement Poincaré[19].

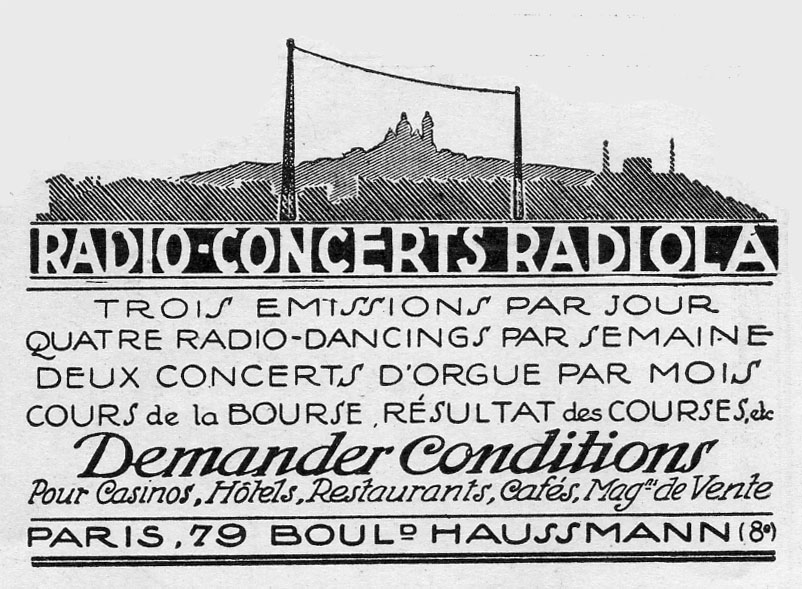
Réclame pour les radio-concerts Radiola. L'Illustration, n° 4237, 17 mai 1924.

- 29 mars : la station de radio Radiola prend le nom de Radio-Paris[20].
- 18 avril : 
  - la France accepte le Plan Dawes d'arrangement des réparations dues par l'Allemagne[21].
  - le pilote argentin Raoul Pateras Pescara, marquis de Castelluccio, établi le record du monde de distance en hélicoptère avec un vol en ligne droite de 736 mètres à Issy-les-Moulineaux (enregistré par la FAI)[22].

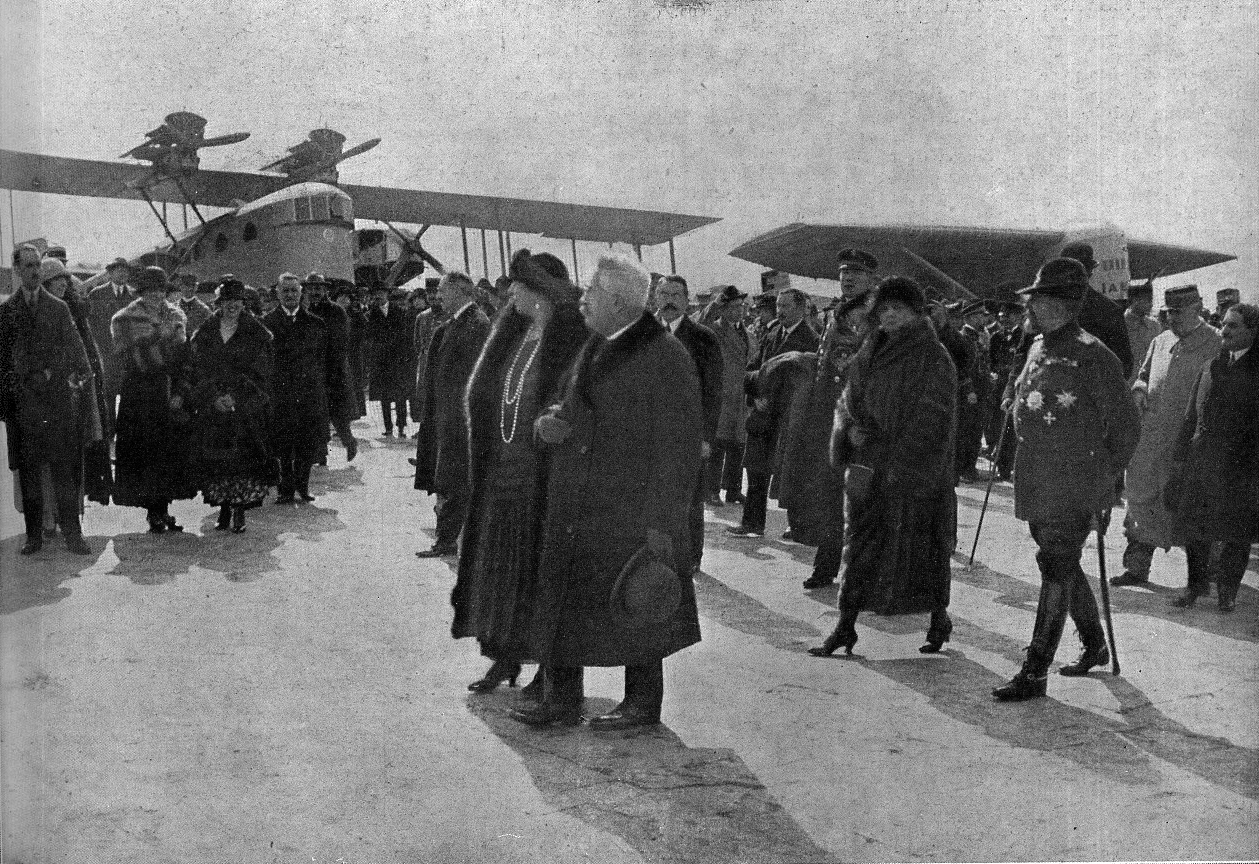
Le président de la République Alexandre Millerand au bras de la reine Marie de Roumanie (au premier plan) et le roi Ferdinand Ier de Roumanie avec Jeanne Millerand (derrière), sur le tarmac de l’aéroport du Bourget, le 19 avril 1924.

- 4 mai : l’ingénieur français Étienne Œhmichen boucle le premier kilomètre en circuit fermé avec son hélicoptère no 2, à Arbouans près de Montbéliard[22].
- 4 mai - 27 juillet : jeux olympiques d'été à Colombes[23].
- 7 mai : fondation de la Société générale d'immigration à l'initiative de l'Office central de la main-d'œuvre agricole, du Comité central des houillères de France et de Comité central des fabricants de sucre[24].
- 11 mai : élections législatives[21]. La droite parlementaire s'effondre, l'opinion ne lui pardonnant pas sa politique de rigueur budgétaire. Victoire du Cartel des gauches (SFIO et radicaux). Montée de l’extrême gauche (socialistes et communistes).
- 16 mai - 20 mai : visite officielle du ras Tafari, régent d'Éthiopie, reçu par le président de la République[25].
- 22 mai : création à Paris de la Ligue universelle de défense de la race noire[26] (Marc Tovalou-Quenum, dit Kodjo Houenou, et René Maran).
- 27 mai : l'aviatrice française Adrienne Bolland bat le record du monde féminin de loopings en réalisant 212 boucles en 72 minutes sur l'aérodrome d'Orly, à bord d'un Caudron C.27 F-AGAP. Un fil de bougie rompu l'oblige à se poser[27].

- 9-10 juin : gouvernement Frédéric François-Marsal[19].
- 11 juin : démission du président de la République Alexandre Millerand qui a pris parti pour le Bloc national[21].

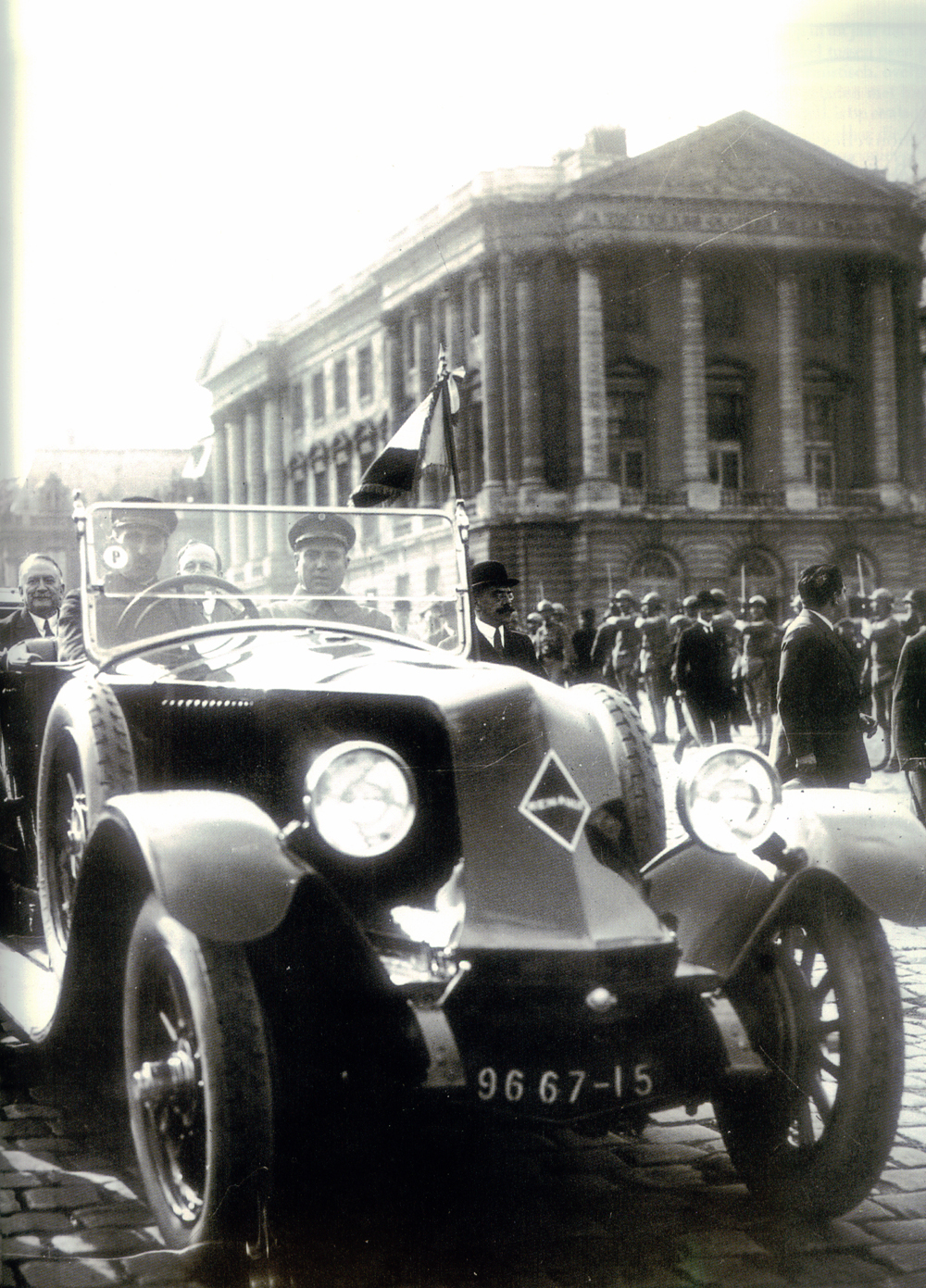
13 juin : Gaston Doumergue, président de la République

- 13 juin : élection de Gaston Doumergue à la présidence de la République, succédant à Alexandre Millerand (fin le 13 juin 1931)[28].
- 14 juin : Édouard Herriot président du Conseil[19] et ministre des Affaires étrangères. Les socialistes soutiennent le premier gouvernement Herriot sans y participer.

- 17 juin : Édouard Herriot présente son programme aux députés ; respect de la loi des huit heures et des droits syndicaux, mise en place des assurances sociales et mesure en faveur de l'accès à l'enseignement secondaire, renforcement de la laïcité. Le Cartel tente vainement d’appliquer les lois laïques à l’Alsace-Lorraine et de faire respecter les lois sur les congrégations[29].

- 16 juillet - 16 août : conférence de Londres. Ramsay MacDonald obtient le retrait des Français de la Ruhr et leur acceptation du plan Dawes sur les réparations allemandes[30].
- 19 juillet : loi réglementant l'établissement des lotissements qui complète la loi Cornudet de 1919 et prévoit des sanctions contre les lotisseurs en cas d'infraction[31].

- 1er août : le cheminot Pierre Semard est nommé secrétaire général du Parti communiste [32].

- 1er septembre : entrée en vigueur du plan Dawes rééchelonnant le paiement des réparations par l’Allemagne sur cinq ans, les troupes belges et françaises évacuent la Ruhr[2].
- 10 septembre : Pierre Sémard, le secrétaire du Parti communiste, et Jacques Doriot, le secrétaire des Jeunesses communistes, envoient un télégramme pour féliciter Abd el-Krim de sa victoire sur les troupes espagnoles dans la guerre du Rif[33]. Publié le lendemain dans L'Humanité, il marque le début de la campagne communiste contre la guerre du Rif[34].
- 25 septembre : une circulaire aux préfets du ministre de l'Intérieur Camille Chautemps reconnait de facto les syndicats de fonctionnaires[35].

- 7 - 8 octobre : tempête sur les côtes nord-ouest de la France[36].
- 28 octobre :
  - Colomb-Béchar : début de la Croisière noire. Citroën lance une expédition en autochenilles entre l’Afrique du Nord et Madagascar (fin le 26 juin 1925)[37].
  - reconnaissance diplomatique de l’Union soviétique par le gouvernement Herriot[38].

- 4 novembre : condamnation de Guillaume Seznec aux travaux forcés à perpétuité pour le meurtre de Pierre Quémeneur et pour faux en écriture privée commis en mai et juin 1923.

- 20 novembre : début de la grève des sardinières de Douarnenez (fin le 10 janvier 1925)[39].

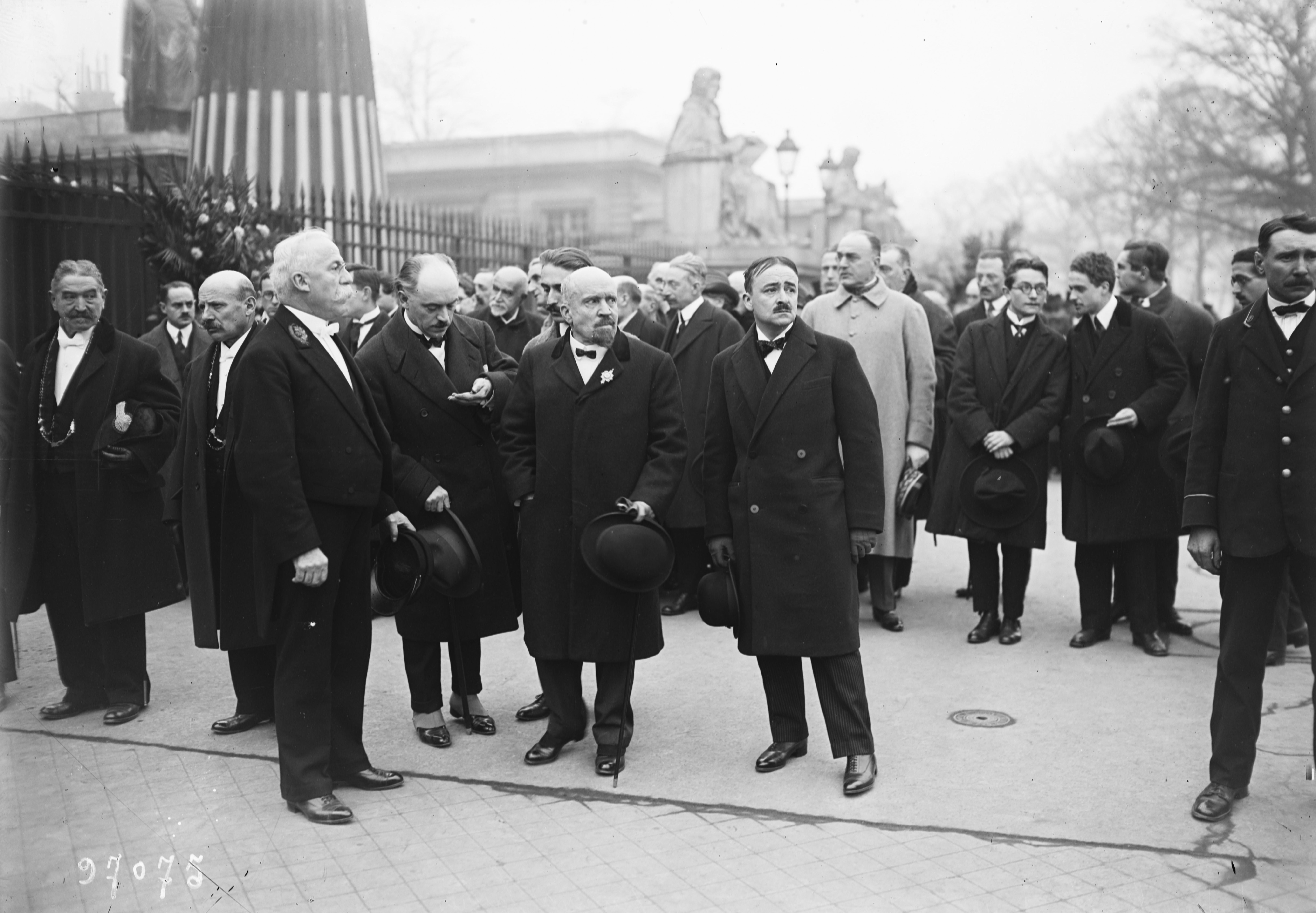
Transfert des cendres de Jean Jaurès.

- 23 novembre : transfert des cendres de Jean Jaurès au Panthéon de Paris[40]. Violentes manifestations communistes réprimées par les forces de l'ordre[29].

- 18 décembre : résurrection de la Ligue nationale des patriotes avec la création des Jeunesses patriotes sous la présidence de Pierre Taittinger[41].

## Naissances en 1924
- 17 mai : Gabriel Bacquier, chanteur d'opéra français(† 13 mai 2020).
- 22 mai : Charles Aznavour, auteur-compositeur-interprète, acteur et diplomate franco-arménien. († 1er octobre 2018).
- 25 juin : Jacques Monory, peintre français. († 17 octobre 2018).
- 4 décembre : Jacques Thébault, acteur français de doublage († 15 juillet 2015).
- 19 décembre : Michel Tournier, auteur. († 18 janvier 2016).

## Décès en 1924
- 21 janvier : Mort de Lénine à Vichnie Gorki.